# Valeriana petersenii
Valeriana petersenii är en kaprifolväxtart som beskrevs av F. Weberling och H. Reese-krug. Valeriana petersenii ingår i släktet vänderötter, och familjen kaprifolväxter. Inga underarter finns listade i Catalogue of Life.